# 怒る男・わらう女
『怒る男・わらう女』は、NHK総合テレビジョンの「水曜ドラマの花束」で1999年9月29日から同年12月15日に放送されたテレビドラマ。

## キャスト
- 立原直哉：渡哲也
- 樋口札子：松坂慶子
- 立原新五郎：森繁久彌（特別出演）
- 樋口カネ：山田五十鈴（特別出演）
- 立原涼子：桜井幸子
- 立原綾子：鈴木杏樹[2]
- 酒井則子：山本陽子
- 佐竹鈴子：吉行和子
- 山口恵子：原日出子
- 立原愛子：坂本三佳
- 石橋蓮司
- 遠藤雅

## スタッフ
- 作 - 竹山洋[1]
- 音楽 - 小六禮次郎[1]
- 制作統括 - 銭谷雅義[1]
- 演出 - 佐藤峰世[1]、小林武[1]